# Destruktiv komprimering

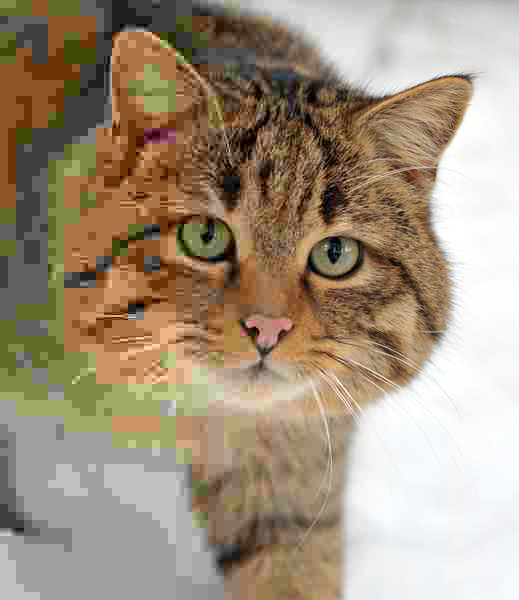
Bild av en katt, med gradvis större och större destruktiv kompressionsgrad (från höger till vänster).

Destruktiv komprimering (engelska: lossy compression eller degrading compression) betecknar metoder för datakompression i vilka en del av informationen går förlorad vid kompressionen, inte bara packas tätare.
En signal som till exempel ljud där amplituden mäts tillräckligt ofta kan återskapas genom att styra positionen hos till exempel ett högtalarmembran tillräckligt ofta. Detsamma kan göras för bilder genom att mäta amplituden av ljus, för att få färg mäter man amplituden hos rött, grönt, blått separat.
Dessa mätvärden kan ses som en lång lista med siffror. Genom att ändra om i siffrorna på ett smart sätt med en matematisk algoritm kan man vanligtvis plocka bort uppåt 9 av 10 siffror och ändå återskapa något som liknar det ursprungliga tillräckligt mycket när man återställer siffrorna. Exempel på vanliga destruktiva kompressionmetoder är MP3, JPEG och MPEG. Fria kompressionsmetoder utan patent och med fria licenser samt källkod är Vorbis för ljud och Theora för video.

## Metod
Destruktiv komprimering utnyttjar det faktum att den mänskliga uppfattningsförmågan har vissa identifierbara begränsningar. Till exempel har studier i psykoakustik visat att det är endast ett fåtal av de starkare frekvenserna i en ljudbild som faktiskt uppfattas av lyssnaren. Detta gör att det går att utesluta de svagare frekvenserna med signalbehandling, vilket ger en signal som har avsevärt mindre amplitud- och frekvensvariationer, det vill säga en signal som innehåller en avsevärt mindre informationsmängd. Signalen blir därmed efter digitalisering lätt att komprimera med konventionella metoder, till exempel Huffmann-kodning. Komprimeringen kan minska antalet bitar i informationen med upp till 90 %, utan att lyssnaren uppfattar en kvalitetsförsämring.

## Destruktiva komprimeringsmetoder
- För stillbilder:
  - Fraktalkodning
  - JPEG
  - JPEG 2000
  - Andra former av waveletkodning

- För video:
  - Adobe Flash
  - H.261
  - H.263
  - H.264
  - MNG
  - Motion JPEG
  - MPEG-1
  - MPEG-2
  - MPEG-4
  - MJPEG2000
  - Ogg Theora
  - Sorensen video codec

- För ljud (se även ljudkomprimering):
  - MP3
  - Ogg Vorbis
  - AAC

- För tal:

- För geometrisk data:

- För övriga data:

- - Delbandskodning
  - Transformkodning
  - Hybridkodning
  - Huffmankodning